# Commodore Plus/4
| Commodore Plus/4 |
| Commodore Plus/4 |
| Hersteller |
| Commodore International |
| Hauptentwickler |
| Bil Herd (Leitung, Hardware), Dave DiOrio (TED, Hardware), Ira Velinsky (Gehäuse), Terry Ryan (Betriebssystem, BASIC 3.5), David Johnson (3-plus-1 Anwendungssoftware)                                         |
| Verkaufsstart und Neupreis |
| Herbst 1984 für 299 US$ Herbst 1984 für 249 £ Anfang 1985 für 1300 DM Anfang 1985 für ca. 1.000.000 ₤ |
| Einstellung der Produktion |
| 1985 |
| Verkaufte Geräte |
| 827.000 |
| Hauptprozessor |
| MOS 7501 oder 8501 @ 1,77 MHz (PAL) |
| Arbeitsspeicher ab Werk |
| 64 KB DRAM |
| Grafikausgabe |
| 40 × 25 Zeichen 320 × 200 Pixel, 160 × 200 Pixel maximal 121 Farben |
| Tonausgabe |
| 2 Tongeneratoren davon wahlweise 1 Rauschgenerator |
| Gehäuseabmessungen (H/B/T) |
| 67 mm / 338 mm / 203 mm |
| Lieferumfang |
| Computer, Netzteil, Antennenkabel, Benutzerhandbuch, 3-plus-1-Softwarehandbuch, Gewährleistungskarte, Commodore-Extra-Garantie, Funkentstört-Bescheinigung, Karton-Verpackung, Styropor-Ober- und -Unterschale |

Der Commodore Plus/4 ist ein auf dem 7501- bzw. 8501-Mikroprozessor basierender Heimcomputer des US-amerikanischen Herstellers Commodore International.
Das Gerät wurde ab Mitte 1983 unter der Bezeichnung Commodore 264 zunächst als preiswerte Ergänzung zu den erfolgreichen Heimcomputern Commodore VC 20 und Commodore 64 konzipiert. Zudem sollten mit dem neuen Modell hauptsächlich dem Sinclair ZX Spectrum Marktanteile abgenommen werden. Die technischen und gestalterischen Daten des Computers hatten sich dabei insbesondere den von der Firmenleitung vorgegebenen maximalen Herstellungskosten von 50 US-Dollar unterzuordnen. Daraufhin wurde mithilfe des Spezialbausteins TED die Anzahl der elektronischen Schaltkreise deutlich reduziert und ein kleineres Gehäuse entworfen, ohne jedoch die Abwärtskompatibilität zu Commodore VC 20 und 64 zu wahren. Noch während der Entwicklung des TEDs beschloss Commodore eine Neuausrichtung des Produkts hin zu einem anwendungsorientierten Gerät für kleinere Büros. Die damit verbundene Aufrüstung auf 64 Kilobyte (KB) Arbeitsspeicher und die Implementierung der fest verbauten Anwendungssoftware 3-plus-1 führten schließlich neben einer beträchtlichen Verteuerung auch zur Umbenennung des Computers in Commodore Plus/4.
Das ab Herbst 1984 zunächst nur in Nordamerika ausgelieferte Gerät wurde als „Productivity Computer“ (Heimanwendercomputer) beworben und für 299 US-Dollar im Einzelhandel angeboten. Kurz darauf kamen weitere Absatzmärkte wie beispielsweise Europa hinzu. Aufgrund des schlechtgehenden Verkaufs folgten rasch teils drastische Preisnachlässe, die bereits nach Weihnachten 1985 in den vollständigen Ausverkauf durch Commodore mündeten. Bekanntheit erlangte der Rechner in Westdeutschland hauptsächlich durch den von Aldi ab 1986 im Abverkauf angebotenen Computer-Lernkurs, ein Paket bestehend aus Commodore Plus/4 nebst Datenrekorder und zusätzlicher Einsteigerliteratur.
Durch die geringe Hard- und Softwarekompatibilität zu den Vorgängermodellen, fehlende Grafikfähigkeiten für den Spiele-Bereich (Sprites) und nur eingeschränkte Tonerzeugung war dem Commodore Plus/4 trotz anderweitig guter technischer Kennzahlen und leistungsfähiger Peripheriegeräte kein großer kommerzieller Erfolg beschieden. Zum ursprünglichen Ziel, Sinclair die Marktführerschaft zu entreißen, konnte der Commodore Plus/4 mit lediglich rund 830.000 weltweit verkauften Geräten im Gegensatz zum Commodore 64 nur einen kleinen Teil beitragen. Die Produktion – auch der technisch abgerüsteten Einsteigervarianten Commodore 16 und Commodore 116 – wurde nach schrittweisen Drosselungen bereits 1985 eingestellt, da die Verkaufszahlen des älteren, aber besser unterstützten Commodore 64 unerwartete Höhen erreichten. Zudem standen mit firmeneigenen Modellen wie dem Commodore 128 und dem Amiga 1000, aber auch der ST-Reihe des direkten Konkurrenten Atari mittlerweile deutlich leistungsfähigere Nachfolger zur Verfügung.

## Geschichte
Während der boomenden Heimcomputerära im Jahre 1983 war Commodores günstiges Einsteigermodell VC 20 von 1981 bereits veraltet und der Ende 1982 aufgelegte erfolgreiche Commodore 64 bediente lediglich das höhere Preissegment. Zur Erschließung des bislang nicht zugänglichen prosperierenden Niedrigpreisbereiches rund um den Sinclair Spectrum initiierte die Firmenleitung 1983 den Bau eines neuen Computers.

### Entwicklung und Prototypen
Das auf der bewährten 8-Bit-Architektur basierende geplante neue Produkt hatte den Anweisungen der Firmenleitung folgend mit einem Minimum an Elektronik auszukommen. Damit sollte einerseits die Senkung der Produktionskosten auf 50 $ und andererseits die Verwendung eines kleineren Gehäuses ermöglicht werden – wichtige Kennzahlen, um mit einem anvisierten Verkaufspreis von 100 $ insbesondere in Hinblick auf den günstigen und kompakt bemessenen Sinclair Spectrum konkurrenzfähig sein zu können.

#### Das TED-Projekt
Die mit der Entwicklung beauftragten Ingenieure von MOS Technology und Commodore wandten sich zunächst der Konstruktion eines neuen elektronischen Spezialbausteins zu. Dieser sollte sämtliche Funktionen zur Erzeugung von Grafik und Ton sowie von Ein- und Ausgabeoperationen in sich vereinen und Einsparungen sowohl von Produktionskosten als auch von Gehäuseplatz ermöglichen. Die entsprechenden Funktionsgruppen des später MOS 7360 genannten integrierten Schaltkreises (Chip) wurden dabei von Grund auf neu entwickelt.

Logo von MOS Technology

Die Eigenschaften der im Commodore 64 und VC 20 verbauten Spezialbausteine für Grafik und Tonerzeugung flossen bei der Konstruktion nicht in die Spezifikationen ein. Zum einen hatten deren Entwickler mitsamt benötigtem Wissen Commodore bereits verlassen und zum anderen änderte die Vermarktungsabteilung zwischenzeitlich das potentielle Einsatzgebiet des neuen Systems, nachdem Commodore im Bereich hochwertiger Bürocomputer stetig Marktanteile verloren hatte. Das bislang unerschlossene Segment des professionellen Heimanwenderbereiches – kleinere Büros und Handwerker – rückte nun in den Fokus. Entsprechend sollten die Fähigkeiten des zu entwickelnden Systems auf diese neuen Anforderungen ausgerichtet werden. Dies betraf in erster Linie den Einsatz von Dienstprogrammen wie Textverarbeitung, Tabellenkalkulation, Datenbank und die vielseitige Darstellbarkeit der erzeugten Ergebnisse. Das neue Hauptaufgabengebiet der textorientierten Verwendung spiegelt sich zudem in der Benennung des Chips als Text Editing Device oder in akronymisierter Kurzform TED wider.

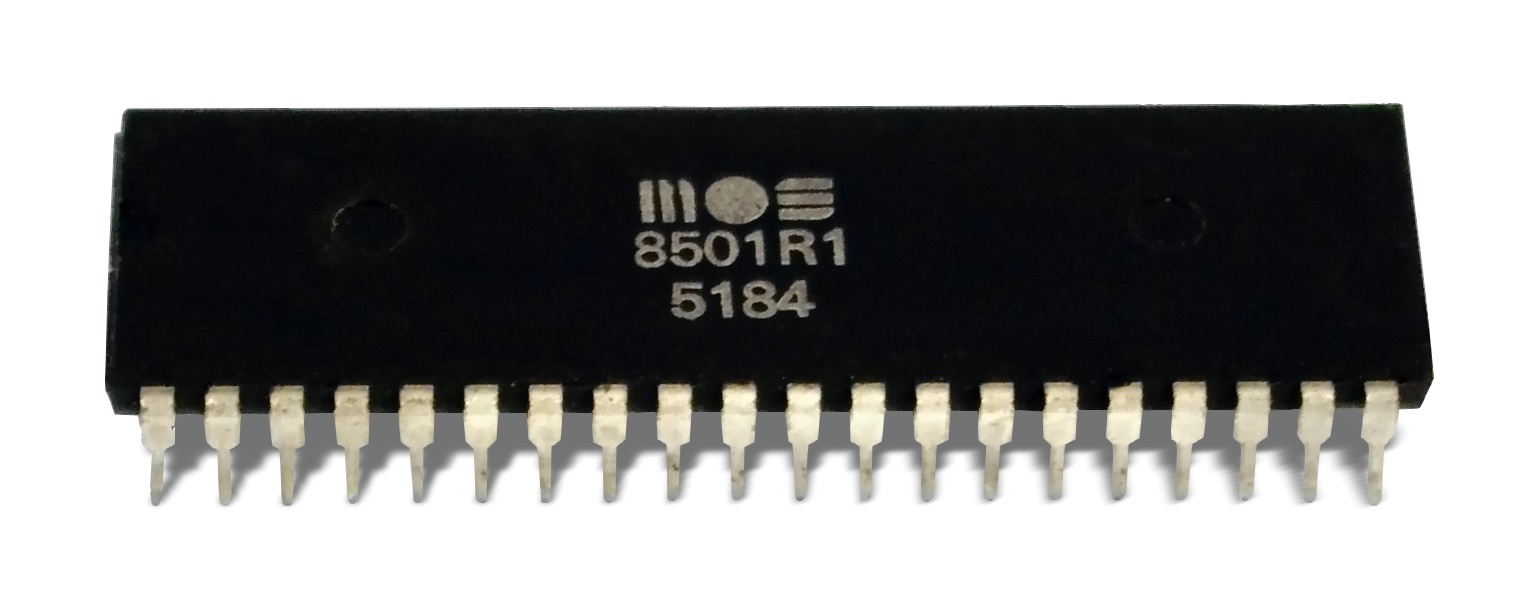
Mikroprozessor MOS 8501, Nachfolger des MOS 7501 in neuer Fertigungstechnologie

Die im Ergebnis entstandenen guten Grafikfähigkeiten des MOS 7360 paarte man mit einem optimierten 6502-Mikroprozessor, dem MOS 7501. Neuartige Komponenten auch für den Arbeitsspeicher in Form von 16-KB-DRAM-Chips halfen die Anzahl der Bauteile weiter zu reduzieren und die zu erweiternde eingebaute Programmiersprache BASIC versprach eine unkomplizierte Verwendung dieser neuen leistungsfähigen Hardware. Dieses speziell auf den neuen MOS 7360 und 7501 zugeschnittene Rechnersystem wurde fortan als TED-Projekt in den Entwicklungsunterlagen geführt. Erste Informationen, vermutlich von Commodore selbst im Sinne einer besseren Vermarktung auf einschlägigen Computermessen in Umlauf gebracht, sprachen dagegen entweder vom Ted-Computer oder dem Codenamen 444.

#### Die Commodore-264-Modelle
Ab Sommer 1983 wurde durch den Einfluss der Commodore-Vermarktungsabteilung das Entwicklungsprogramm des TED-Computers um verschiedene Ausbaustufen mit besonderen „Features“ erweitert. Schnell kristallisierten sich drei verschiedene Konfigurationen heraus, denen man besondere Aufmerksamkeit schenkte: Am unteren Ende der Modellreihe rangierte dabei der mit einer Radiergummitastatur und 16 KB Arbeitsspeicher ausgestattete Commodore 116 als der ursprünglich geplante „Sinclair Killer“. Im mittleren Bereich siedelte man das ambitioniertere Modell Commodore 264 für den semiprofessionellen Gebrauch an. Das Konzept sah 64 KB Arbeitsspeicher, eine vollwertige Schreibmaschinentastatur und ein an Lotus 1-2-3 angelehntes, aber fest eingebautes Paket an Dienstprogrammen vor – ein Novum in der Mikrocomputergeschichte. Die Auswahl der einzelnen Anwendungsprogramme plante man dabei dem potentiellen Käufer zu überlassen, der sich seine maßgeschneiderte Programmsammlung damit auf einfache Art und Weise zusammenstellen können sollte. Das Premiummodell mit der Bezeichnung Commodore 364 ergänzte den Commodore 264 um ein eingebautes Sprachsynthesemodul, ein vergrößertes Gehäuse mit Ziffernblock und entsprechende Software.

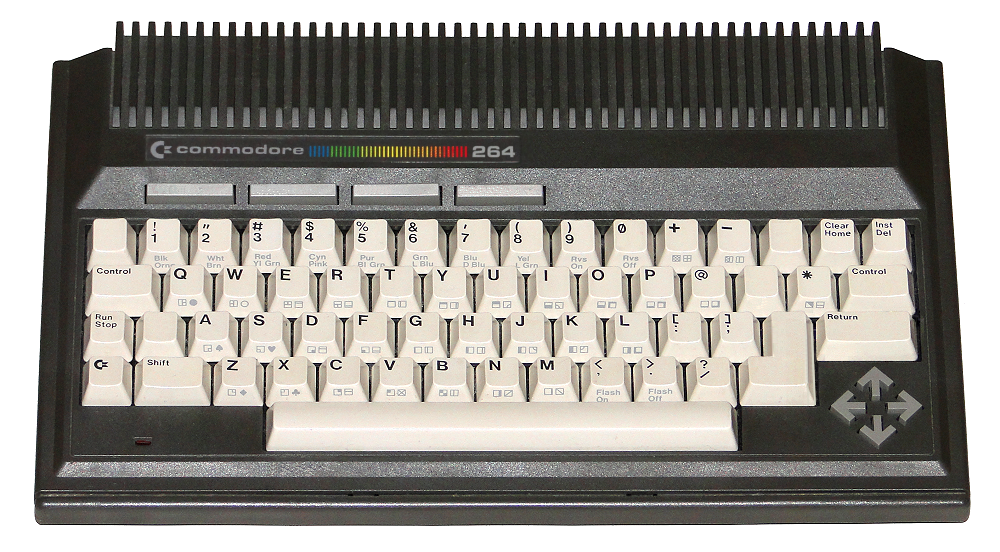
Prototyp der Commodore-264-Modellreihe

Im Sinne einer komfortablen Bedienung des in die hochwertigen Modelle Commodore 264 und 364 zu integrierenden Softwarepakets begann Commodore diese mit einem den Macintosh-Rechnern von Apple nachempfundenen fensterbasierten Bediensystem auszustatten. Zudem gaben die Verantwortlichen vor, die vorgesehenen Applikationen wie Tabellenkalkulation, Textverarbeitung, Datenbank, Programmiersprachen und Grafikprogramme optimal aufeinander abzustimmen, um beispielsweise eine leichte Austauschbarkeit der Daten untereinander zu gewährleisten. Darüber hinaus gehende Aufgabenstellungen sollte der Benutzer durch selbst zu erstellende Programme bearbeiten können. Dazu sah man eine Erweiterung des Commodore Basic 2.0 zum unkomplizierten Erstellen von kaufmännisch orientierter Software und zum Benutzen der hochaufgelösten Farbgrafik des TED vor. Sämtliche Arbeiten zur Implementierung der Software wurden nach dem Umzug der Firmenzentrale im Spätsommer 1983 begonnen.
Einem breiteren Publikum öffentlich vorgestellt wurden die Prototypen der Commodore-264-Modelle und des Commodore 364 mitsamt einem neuentwickelten 5¼-Zoll-Diskettenlaufwerk SFS 481 erstmals auf der Fachmesse Winter CES in Las Vegas im Januar 1984. Infolge eines kurz darauf vollzogenen Personalwechsels in der Firmenleitung und den damit verbundenen Umstrukturierungswirren stellte Commodore die Weiterentwicklung des Commodore-364-Modells kurzerhand ein. Stattdessen wurde auf Geheiß der fortan stärker involvierten Vermarktungsabteilung eine auf der Technik des Commodore 116 basierende, in einem anthrazitgefärbten Gehäuse der Commodore-64-Reihe untergebrachte Version mit der Bezeichnung Commodore 16 aus der Taufe gehoben. Im selben Zeitraum verließ eine Vielzahl von Entwicklungsingenieuren Commodore, wodurch die sich bereits in einem fortgeschrittenen Stadium befindlichen Arbeiten an der grafischen Benutzeroberfläche Magic Desk II des Commodore 264 mittlerweile brachlagen. Eilends engagierte man die externe Firma Tri-Micro, die bereits an einem ähnlichen Projekt für den Commodore 64 arbeitete. Den gegebenen Hardwarebeschränkungen von 64 KB RAM nebst fehlenden Datei-Auslagerungsmöglichkeiten und dem Zeitdruck geschuldet, mussten jedoch deutliche Zugeständnisse an den Umfang und die Qualität der zu konvertierenden Ersatzsoftware gemacht werden. Infolgedessen blieb das nun auf vier Anwendungsprogramme beschränkte Paket weit hinter den durch die Vorgänger und vormaligen Presseankündigungen geweckten Erwartungen als Konkurrent vom Marktführer Lotus 1-2-3 (mit mindestens 192 KB benötigtem Arbeitsspeicher) zurück.
Zwischenzeitlich stellte Commodore die Geräte auf weiteren internationalen Fachmessen vor und sondierte deren Vertriebsmöglichkeiten. In Deutschland beispielsweise waren der Commodore 264 und die abgerüsteten Varianten Commodore 16 und Commodore 116 erstmals auf der Hannover-Messe im Frühjahr 1984 zu sehen.

#### Umbenennung in Commodore Plus/4
Zur Vorbeugung gegen Verwechslungen mit dem Commodore 64 und um Missverständnisse bezüglich der Kapazität des verbauten Arbeitsspeichers auszuräumen, erhielt der Commodore 264 im Juni 1984 einen anderen Namen: Die neue Bezeichnung Commodore Plus/4 betonte insbesondere das integrierte Softwarepaket 3-plus-1, ein Alleinstellungsmerkmal des Gerätes auf dem Heimcomputermarkt. Zur Ankurbelung der Verkäufe präsentierte Commodore den neu getauften Commodore Plus/4 zusammen mit dem als Lerncomputer deklarierten Einsteigermodell Commodore 16 im Juni 1984 auf der 5th Commodore Show in London und wenig später auf der Summer CES in Chicago. Neben den Rechnern war dort ebenfalls ein Teil der neuen Peripheriegeräte in Form von zwei Druckern und der Datasette Commodore 1531 ausgestellt.
Die Herstellung der zwischenzeitlich zur Produktionsreife gebrachten Geräte übertrug Commodore verschiedenen Fabriken jeweils in der Nähe des künftigen Absatzgebietes: für die Versorgung des europäischen Marktes waren die Commodore-Werke im britischen Corby und im westdeutschen Braunschweig zuständig. Die von der zentralen Materialvergabestelle in Hongkong gelieferten vorgefertigten Komponenten wurden in den beiden Werken endmontiert, getestet und in den Vertrieb gebracht.

### Vermarktung
Zur Gewährleistung einer ausreichenden weltweiten Versorgung begann Commodore bereits nach der Summer CES die Geräte in großem Umfang vorzuproduzieren und einzulagern. Wegen einer zwischenzeitlich aufgekommenen weltweiten Knappheit an benötigten Bauelementen und Verzögerungen bei der Fertigstellung des integrierten Softwarepakets musste die Produktion gedrosselt werden. Erst im Herbst 1984 standen die geplanten Verkaufskontingente zur Verfügung.

#### Premiumgerät
Der bereits während der Entwicklungsphase in der Presse als „Productivity Computer“ beworbene Commodore Plus/4 kam im Herbst 1984 zum Preis von 299 US$ in den Einzelhandel Nordamerikas. Das Erscheinen des Commodore Plus/4 wurde durch passende Peripheriegeräte in Form der Drucker DPS 1101 und MPS 802 sowie des Datenrekorders Commodore 1531, ergänzt um spezielle nur mit dem Commodore Plus/4 verwendbare Joysticks begleitet. Diverse Spiele und weitere Software, wie etwa die beliebte Programmiersprache Logo, rundeten das Premierenangebot ab. Der Verkauf lief jedoch nur schleppend, obwohl die Werbekampagne den Commodore Plus/4 frühzeitig und vollmundig als „professionellen Nachfolger“ für den Commodore 64 angekündigt und mit dem Slogan „The only computer with four leading software programs built in“ (deutsch: „Der einzige Computer mit vier integrierten branchenführenden Programmen“) große Erwartungen geweckt hatte.
Bis Spätherbst 1984 waren entsprechende Fertigungsstrecken und Verkaufskapazitäten auch in Europa und in kleineren Absatzmärkten wie etwa Neuseeland erschlossen worden, begleitet durch umfangreiche Werbekampagnen und Vorankündigungen in einschlägigen Computermagazinen. Der Verkauf in Europa startete schließlich Ende des Jahres zunächst in Großbritannien mit einem Preis von 249 £. Im Januar 1985 war der Commodore Plus/4 auch im westdeutschen Einzelhandel zum Preis von etwa 1300 DM erhältlich, einen Monat nachdem Commodore 116 und Commodore 16 für 448 DM beziehungsweise 498 DM premierten.

#### Bündelangebot
Bereits kurz nach Markteinführung zeichneten sich auch in Europa, allen voran in Großbritannien, große Vermarktungsschwierigkeiten für den Commodore Plus/4 ab. Als Reaktion darauf und in Hinblick auf die Konkurrenzmodelle reagierte die britische Niederlassung von Commodore im Frühjahr 1985 mit einer Preissenkung auf 149 £. Durch diese Entscheidung geriet auch der Preis des Commodore 64 unter Druck und musste ebenfalls gesenkt werden. Eine Entwicklung, die den Unmut vieler Händler nach sich zog – ließ sie doch die im hart umkämpften Heimcomputermarkt ohnehin geringen Gewinnmargen weiter schrumpfen. Daraufhin vorgenommene Veränderungen beim britischen Personal von Commodore führten zu einer Änderung der Verkaufspolitik hin zu Bündelangeboten für den Commodore Plus/4.
Auf der 6th Commodore Show im Juni 1985 wurde erstmals ein Bündelangebot, bestehend aus Commodore Plus/4, 1541-Diskettenlaufwerk, dem Nadeldrucker MPS 801 und der Software Impex 3-2-1, zum Verkaufspreis von 449 £ vorgestellt. Damit vollzog sich eine vollständige Kehrtwendung von der vormaligen Vermarktungsstrategie des „professionellen Heimanwendergeräts“ hin zu einer solchen des massenkompatiblen Einsteiger-Rundumpakets. Bei Commodore in Deutschland stattete man die Bündelangebote unterschiedlichen Umfangs zudem mit einem Programmierhandbuch und der Anleitungskassette BASIC-Kurs aus und deklarierte sie zum Computer-Lernkurs um. Diese Vermarktungsstrategie versuchte die mit Computern häufig völlig unerfahrene Kundschaft durch preiswerte Lockangebote an die Marke Commodore zu binden, um sich deren Kaufkraft für teurere Produkte wie den Commodore 64 oder Commodore 128 zu sichern.
Als mit Sinclair QL, CPC 464 und Atari 800XL der Heimcomputermarkt zwischenzeitlich weitere ernstzunehmende Mitbewerber hervorbrachte, brach der ohnehin schlechte Absatz des Commodore Plus/4 vollends ein. Commodore reagierte Mitte 1985 mit der Einstellung der Produktion und weiteren Preissenkungen für bereits vorproduzierte Geräte. Die konkurrenzlos niedrigen Preise zogen indessen gutgehende Weihnachtsverkäufe nach sich, was wiederum für eine Belebung der Softwareversorgung durch Dritthersteller sorgte. Die daraufhin aufkeimenden Hoffnungen der Benutzer auf weitere Unterstützung durch den Hersteller währten jedoch nur kurz: Die Veröffentlichung des neuen Commodore 128 im Blick, ließ Commodore die Commodore-264-Produktlinie Anfang 1986 endgültig fallen. Die umfangreichen Lagerbestände wurden innerhalb kurzer Zeit in Chargen von bis zu 150.000 Stück an interessierte Großabnehmer veräußert.

#### Ausverkäufe
Die Aufkäufer ihrerseits begannen im Laufe des Jahres 1986 die Geräte weltweit zu Schleuderpreisen in den Handel zu bringen. Beispielsweise in Großbritannien stand das Komplettpaket Plus Pack mit Computer, Datasette, Joystick und zehn Kassettenspielen nun ab 99 £ zum Kauf, solche mit dem neuen Diskettenlaufwerk Commodore 1551 und Drucker MPS 803 nebst Geschäftssoftware ab 299 £. Die übrigen Verkäufer zogen nach und senkten ihre Preise ebenfalls. In Deutschland begann insbesondere die Lebensmittelkette Aldi gegen Mai 1986 den stark verbilligten Computer-Lernkurs in seine Filialen zu bringen und machte so die Rechner Commodore Plus/4 und Commodore 16 einem größeren Kreis potentieller Interessenten zugänglich.
Die ins Bodenlose gefallenen Preise zogen verstärktes Interesse auch außerhalb der westlichen Industrienationen nach sich. Viele Ostblock-Staaten, deren landeseigene Computerprodukte um ein Vielfaches teurer als der Commodore Plus/4 waren, nutzten die Gelegenheit zum Erwerb größerer Stückzahlen. Vor allem Ungarn deckte sich mit dem im Westen ungeliebten Rechner nebst Peripheriegeräten in größeren Mengen ein, wobei der Hauptteil der erworbenen Technik der Ausstattung staatlicher Bildungseinrichtungen diente.
Bis Ende 1987 waren den Angaben von Tri-Micro zufolge weltweit etwa 600.000 Rechner verkauft worden. Den größten Absatzmarkt stellte dabei Europa mit circa 450.000 verkauften Geräten dar, wovon etwa 100.000 Stück auf den Ostblock und dabei hauptsächlich Ungarn entfielen. Die nachfolgenden Jahre mit eingerechnet fanden nach Angaben eines ehemaligen Commodore-Mitarbeiters insgesamt etwa 830.000 Commodore-Plus/4-Computer weltweit ihre Abnehmer, wobei speziell auf Deutschland 286.500 Geräte entfallen. Der Computer verkaufte sich damit deutlich schlechter als der Commodore 64 (3 Millionen Stück allein in Deutschland) und VC 20 (2,5 Millionen Exemplare weltweit).

## Technische Details
Das Gehäuse des Commodore Plus/4 enthält eine einzelne Platine mit allen elektronischen Baugruppen, den Peripherieanschlüssen, dem nach außen geführten Systembus für Erweiterungen, der Bildschirmausgabe und der Spannungsregelung für das externe Netzteil. Die elektronischen Hauptbestandteile bilden die 7501- bzw. 8501-CPU (englisch central processing unit), das Text Editing Device (TED) und der Arbeits- (RAM) sowie Festwertspeicher (ROM). Zum Lieferumfang gehörten neben dem Computer ein Netzteil (5 Volt Gleichspannung, 9 Volt Wechselspannung), das Antennenkabel und die Bedienungsanleitungen für das Gerät und die eingebaute Software.
| Platine des Plus/4. Zum Identifizieren die einzelnen Bauteile mit dem Mauszeiger überfahren und für weitere Informationen anklicken. |

### CPU
Die Systemarchitektur basiert auf dem 8-Bit-Mikroprozessor MOS 7501 oder einer moderneren Variante in Form des MOS 8501. Es handelt sich dabei um abwärtskompatible Weiterentwicklungen der in Heimcomputern oft verbauten 6502- bzw. 6510-Mikroprozessoren. Die CPU kann auf einen Adressraum von 65536 Byte zugreifen, was auch die theoretisch mögliche Obergrenze des Arbeitsspeichers von 64 KB festlegt. Durch Bankumschaltung – die einen wesentlichen Teil der Rechnerarchitektur des Commodore Plus/4 darstellt – ist es möglich, auch mehr als 65536 verschiedene Bytes durch aufeinanderfolgendes Einblenden weiterer RAM- und ROM-Bausteine anzusprechen. Der Systemtakt beträgt bei PAL-Geräten 1,768 MHz, für solche mit NTSC-Ausgabe dagegen 1,788 MHz.
Neben der CPU kann auch der Spezialbaustein TED direkt auf den Arbeitsspeicher und die Eingabe-/Ausgabegeräte zugreifen (englisch direct memory access, DMA), beispielsweise um das anzuzeigende Bild aus Videodaten zu erzeugen. Dabei geht das System in den Shared-Bus-Modus über, in dem die Speicherzugriffe beider Bausteine in ständigem Wechsel erfolgen. Für die CPU sind dabei nur bei geradzahligen und für den TED nur bei ungeradzahligen Taktzahlen Operationen möglich. Dies entspricht effektiv einer Halbierung des CPU-Taktes auf 884 kHz bzw. 894 kHz. Hat der TED keine weiteren Bilddaten zu bearbeiten, d. h. während horizontaler und vertikaler Austastlücken sowie bei gelöschtem Bildschirm, werden – bis auf wenige Ausnahmen – wieder sämtliche Takte für die CPU freigegeben.

### Spezialbaustein TED
Der 48-polige elektronische Spezialbaustein MOS 7360 mit der Kurzbezeichnung TED (Akronym vom engl. Text Editing Device) enthält die wesentlichen elektronischen Komponenten zur Erzeugung von Grafik, Ton sowie für Ein- und Ausgabeoperationen. Daneben gehören u. a. auch die Speicherverwaltung, das Auslesen der Tastatureingaben und die Takterzeugung zu seinen Aufgaben. Im Gegensatz zur CPU kann der TED nicht auf ROM-Inhalte zugreifen.

Die 48 Anschlüsse des TED-Bausteins in Schaltzeichendarstellung

Die verschiedenen Fernsehnormen (NTSC, PAL) werden durch entsprechende äußere Beschaltungen und Anpassungen des Betriebssystems („Kernal“) realisiert.

#### Grafik
Die für das Bildausgabegerät wie Monitor oder Fernseher bereitzustellenden Daten werden vom TED aus den im Arbeitsspeicher hinterlegten Bild- und Farbdaten erzeugt. Der im TED enthaltene Bildgenerator ermöglicht für 200 Fernsehzeilen jeweils die Ausgabe von 320 Bildpunkten. Die aus dem Video- und Farbspeicher gewonnenen Daten können je nach Arbeitsmodus des TED verschieden interpretiert und damit verschieden dargestellt werden. Unterstützt werden dabei Elemente mit einer Größe von 8 × 8, 2 × 1 und 1 × 1 Bildpunkten für Auflösungen von 40 × 25 Zeichen und Punktgrafik mit 160 × 200 sowie 320 × 200 Pixeln (Akronym vom engl. picture cell, Grafikblock). Durch Rasterinterrupt-Programmierung können die verschiedenen grafischen Betriebsarten auf dem Bildschirm in vertikaler Abfolge gemischt werden.
Das Aussehen der im Videospeicher hinterlegten Textzeichen wird durch einen maximal 256 Zeichen umfassenden Zeichensatz definiert. Die Zeichenfarbe wird über ein zugeordnetes Byte im Farbspeicher, das Attribut, festgelegt. Die zur Verfügung stehende Farbpalette umfasst neben Schwarz 15 weitere Farben in jeweils acht verschiedenen Helligkeitsstufen. Bei der Grafikstufe mit der höchsten Auflösung ist die Farbe der einzelnen Pixel – ähnlich dem Textmodus – innerhalb eines 8 × 8 Bildpunkte umfassenden Areals immer dieselbe, kann aber pro Areal frei aus den 121 möglichen gewählt werden.
Im Mehrfarbmodus (englisch multi colour mode) sowohl für Text als auch für Grafik werden die im Speicher hinterlegten Daten vom TED anders als im Normalmodus interpretiert. Damit sind mehr Farben in den 8 × 8 Bildpunkten umfassenden Arealen gleichzeitig darstellbar – die horizontale Auflösung der Pixel wird dabei jedoch halbiert und die zur Verfügung stehenden Farben auf insgesamt acht nebst jeweils entsprechenden Helligkeitsstufen reduziert. Für die Textdarstellung ist bei gleicher Auflösung wie beim Mehrfarbmodus eine weitere Betriebsart (englisch extended colour mode) mit erhöhter Farbanzahl jedoch auf Kosten einer verringerten Auswahl von Zeichen (64 anstatt 256) möglich.
Vom Hintergrund unabhängige verschiebbare Grafikblöcke (Hardware-Sprites) sind, anders als bei vielen anderen zeitgenössischen Heimcomputern, im Commodore Plus/4 nicht integriert. Eine weiche Feinverschiebung (Scrolling) zum augenfreundlichen Bewegen des gesamten Bildschirminhaltes wird dagegen unterstützt.

#### Tonerzeugung
Zur Tonerzeugung dienen die beiden separaten Generatoren „Stimme 1“ und „Stimme 2“, die jeweils eine Rechteckschwingung erzeugen können. Zugehörige Schwingungsparameter wie Amplitude (Lautstärke), Frequenz (Tonhöhe) und Tondauer sind frei einstell- und damit über die Zeit vom Benutzer variierbar. Eine Änderung der Schwingungsform („Klangfarbe“) in Sinus- oder Sägezahnform wie beim Soundchip des Commodore 64 ist nicht möglich; durch Kombinationen der Einzelkanäle können jedoch tontechnisch interessante Schwebungen generiert werden. Darüber hinaus kann einer der beiden Tonkanäle zum Erzeugen von weißem Rauschen („Stimme 3“), d. h. für bestimmte Toneffekte wie etwa Geräusche oder als Zufallszahlengenerator eingesetzt werden.

### Speicheraufteilung, RAM und ROM, Bankumschaltung
Der von der CPU und TED ansprechbare Adressraum segmentiert sich beim Commodore Plus/4 in verschiedene Abschnitte unterschiedlicher Größe. Aus praktischen Gründen ist es üblich, für deren Adressen anstelle der dezimalen Notation die hexadezimale zu verwenden. Ihr wird zur besseren Unterscheidbarkeit üblicherweise ein $-Symbol vorangestellt. Den Adressen von 0 bis 65535 in dezimaler Notation entsprechen im hexadezimalen System die Adressen $0000 bis $FFFF.
Nach dem Einschalten des Computers besteht der Adressraum aus nahezu 32 KB RAM ($0002 bis $07FF für System- und BASIC-Variablen, $0800 bis $0BFF als Farbspeicher für den Textmodus, $0C00 bis $0FFF als Videospeicher für den Textmodus, von $1000 bis $7FFF frei) gefolgt von etwa 32 KB ROM ($8000 bis $BFFF für den BASIC-Interpreter, $C000 bis $FFFF für das Betriebssystem, $D000 bis $D7FF für den Zeichensatz, $D800 bis $FCFF und $FF40 bis $FFFF für das Betriebssystem). Die übrigen Bereiche sind für Ein- und Ausgabeoperationen ($0000, $0001, $FD00 bis $FEFF) und die Steuerung des TED ($FF00 bis $FF3F) reserviert. Die CPU liest zunächst die Inhalte der ROM-Bausteine mit dem Betriebssystem aus, womit der Commodore Plus/4 nebst angeschlossenen Peripheriegeräten initialisiert wird. Sind keine Steckmodule mit ausführbaren Inhalten am Expansionsport vorhanden, wird vom Betriebssystem das eingebaute BASIC gestartet und eine Einschaltmeldung mit blinkendem Cursor erscheint auf dem Bildschirm.
Während der Initialisierung kann der Anwender zu den ROMs mit den integrierten Anwendungsprogrammen umschalten. Wird ausschließlich RAM eingeblendet, stehen abzüglich der reservierten und der zur Systemerhaltung benötigten Bereiche 60.671 Bytes zur Verwendung mit BASIC oder dem 3-plus-1-Softwarepaket bereit. Der Wechsel zwischen den verschiedenen RAM bzw. ROM-Speicherbänken, die Bankumschaltung, wird durch das Betriebssystem gesteuert.

### Ein- und Ausgabe, Schnittstellen
Als Verbindungen zur Außenwelt dienen ein Erweiterungssteckplatz (herausgeführter Systembus), zwei Joystickanschlüsse im Mini-DIN-Format, eine Monitorbuchse, ein koaxialer HF-Antennenanschluss für Fernseher, eine Buchse zum Verbinden mit der Datasette Commodore 1531, eine serielle Commodore-Standardschnittstelle zum Gebrauch mit vielen Commodore-Peripheriegeräten wie dem 1541-Diskettenlaufwerk und eine RS-232-Schnittstelle in Form des User-Ports. Dessen Ansteuerung übernimmt ein spezieller nur im Commodore Plus/4 verbauter Baustein, der MOS 6551 beziehungsweise MOS 8551 (ACIA).

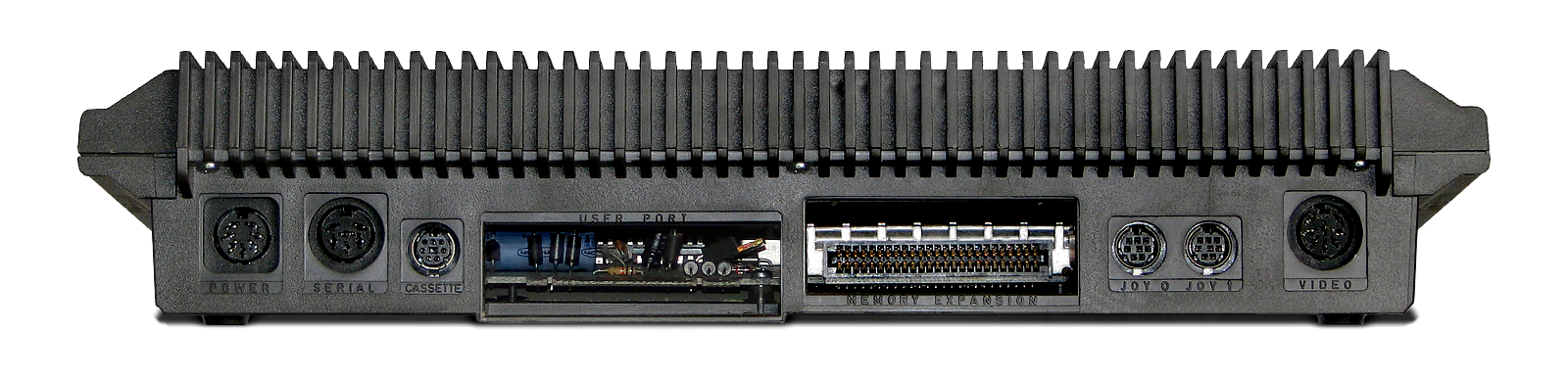
Rückansicht mit Netzteilbuchse, SIO-Buchse, Datasettenanschluss, User-Port, Expansionsport, Joystickbuchsen und Monitorbuchse

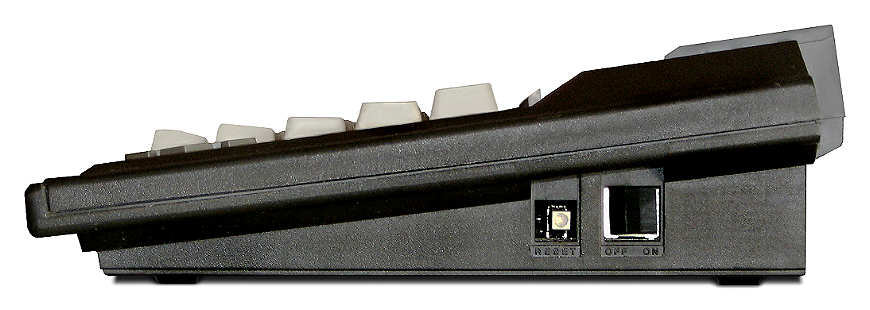
Rechte Seite mit Resettaster und Netzschalter
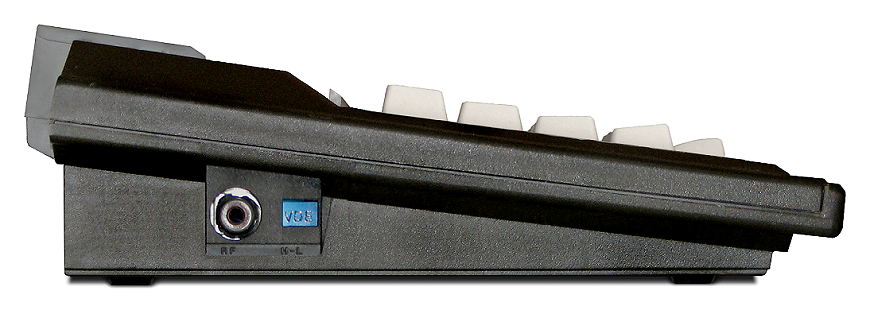
Linke Seite mit HF-Ausgang und Kanalwählschalter

## Peripheriegeräte

### Massenspeicher
In Zusammenhang mit vor allem westlichen Heimcomputern der 1980er Jahre kamen zur Datensicherung hauptsächlich Kassettenrekorder und Diskettenlaufwerke, im professionellen Umfeld bei den Personalcomputern zunehmend auch Fest- und Wechselplattenlaufwerke zum Einsatz. Die günstigste Variante der Datenaufzeichnung durch Kompaktkassetten hat im Allgemeinen den Nachteil niedriger Datenübertragungsraten und damit langer Ladezeiten, wohingegen die wesentlich schnelleren und verlässlicheren Disketten- und Plattenlaufwerke sehr viel teurer in der Anschaffung waren. Bei Veröffentlichung des Commodore Plus/4 standen ihm Kassetten- und Diskettensysteme als Massenspeicher zur Verfügung.

#### Kassettensysteme

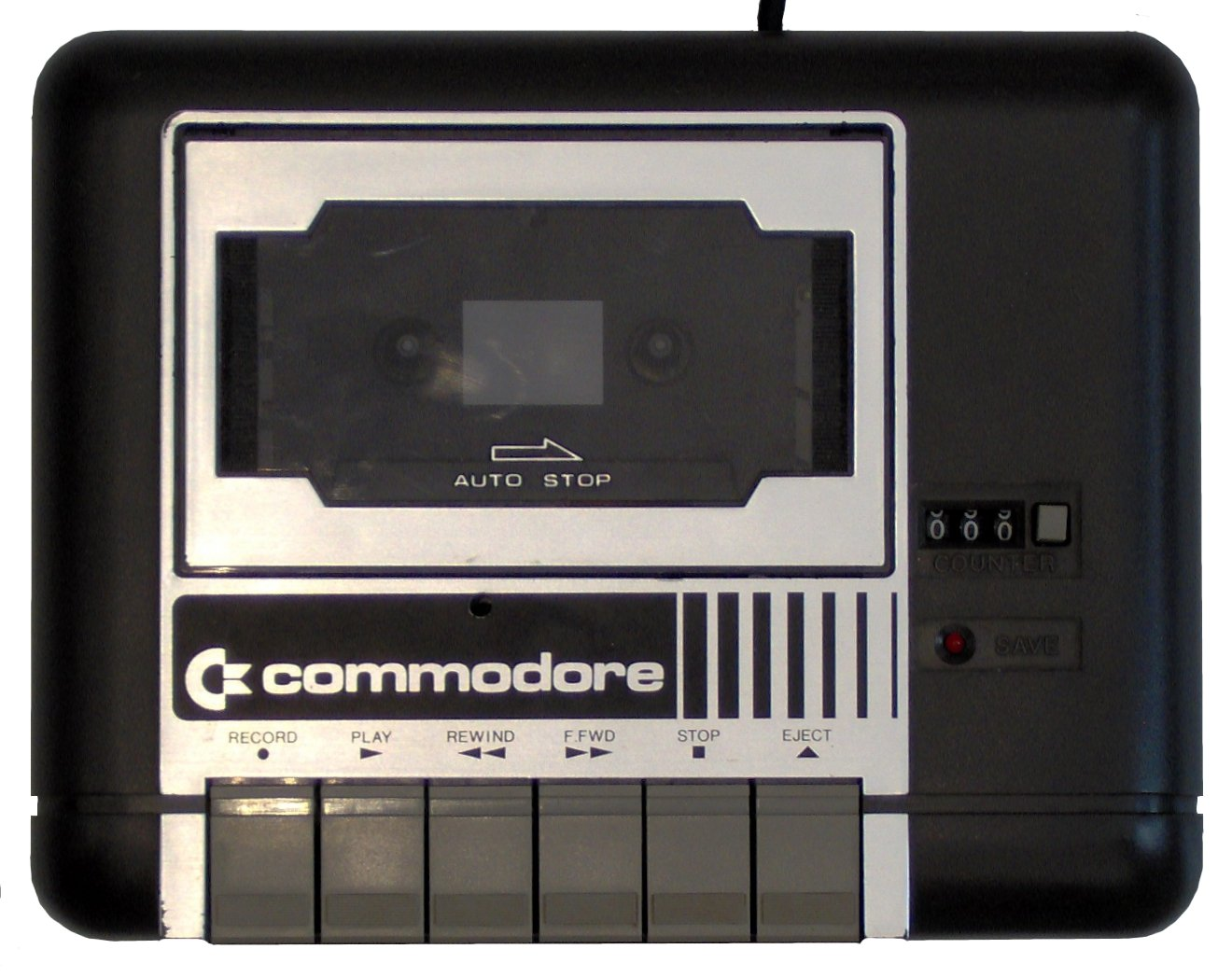
Datasette Commodore 1531

Der Commodore Plus/4 verfügt ab Werk über eine Kassettenschnittstelle zum Datenaustausch mit der Datasette Commodore 1531. Ein Betrieb mit den restlichen von Commodore produzierten Datasetten wie etwa dem Modell 1530 ist nur mit einem entsprechenden Adapter von Drittherstellern möglich. Als Speichermedien dienen Kompaktkassetten. Die durchschnittliche Datenübertragungsrate beträgt wie bei Commodore 64 und VC 20 auch etwa 300 Bit/s. Dieser im Vergleich zu anderen zeitgenössischem Heimcomputern (600 Bit/s bei Atari-Heimcomputern, 1500 Bit/s bei ZX Spectrum) geringe Wert ist dem aufwendigen Datenformat mit zweifach redundanten Blöcken und Prüfsummenvalidierung geschuldet. Durch Änderung dieses Aufzeichnungsformats mit speziellen Programmen, den Turbo Tapes wie beispielsweise CSJ Turbo Tape und Turbotape C16, kann die Ladegeschwindigkeit bis um den Faktor 12 erhöht werden.

#### Diskettensysteme
Über die serielle Standardschnittstelle können die Diskettenlaufwerke Commodore 1541 (5¼ Zoll), Commodore 1570 (5¼ Zoll), Commodore 1571 (5¼ Zoll) und Commodore 1581 (3½ Zoll) problemlos mit dem Commodore Plus/4 betrieben werden. Eine Benutzung des beschleunigten Datentransfers (Burst-Modus) der Nicht-1541-Modelle ist dabei nicht möglich. Die durchschnittliche Datenübertragungsrate beträgt bei der 1541-Diskettenstation in der älteren Version etwa 1200 Bit/s, ein im Vergleich zu anderen Heimcomputersystemen geringer Wert.
Darüber hinaus produzierte Commodore ein eigens für den Commodore 16, 116 und Plus/4 entwickeltes Diskettenlaufwerk, dessen Datentransfer über eine parallele Schnittstelle, den Expansionsport erfolgt. Durch nicht näher benannte Probleme verzögerte sich die Veröffentlichung dieses zunächst SFS 481 genannten 5¼-Zoll-Diskettenlaufwerks erheblich. Zwischenzeitlich in Commodore 1551 umbenannt, war es erst ab Mitte 1986 erhältlich, häufig als Bestandteil eines der vielen Ausverkaufs-Bündelangebote. Das zum Einführungspreis von 400 DM auch einzeln erhältliche Gerät hat gegenüber dem älteren 1541-Modell einige wesentliche Vorteile: Die robustere Mechanik und eine neuartige Ansteuerungselektronik erhöhen die Verlässlichkeit deutlich, durch den Parallelanschluss beträgt die Datentransferrate etwa 6000 Bit/s. Der Befehlssatz beider Laufwerksbetriebssysteme (DOS) ist nahezu identisch, so dass 1541-Disketten mit der 1551-Diskettenstation und – bis auf wenige Spezialfälle – auch umgekehrt verwendet werden können.
Neben den Commodore-eigenen Diskettenlaufwerken kann der Commodore Plus/4 auch mit Geräten von Drittherstellern wie beispielsweise dem Enhancer 2000 von Comtel Group betrieben werden.

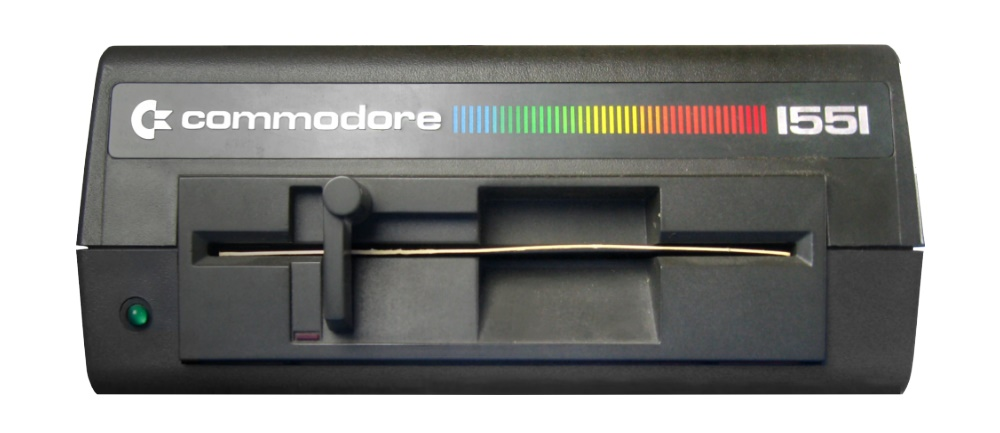
Vorderseite mit Netzleuchte (grüne Leuchtdiode), Aktivitätsanzeige (rote Leuchtdiode) und Knebelmechanik mit eingelegter Transportsicherung
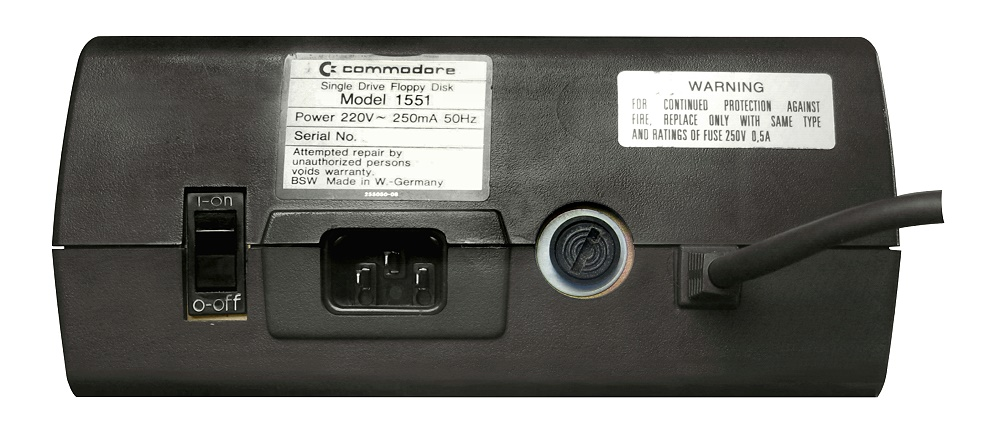
Rückseite mit Netzschalter, Kaltgerätebuchse, Sicherung und Anschlusskabel für den Computer

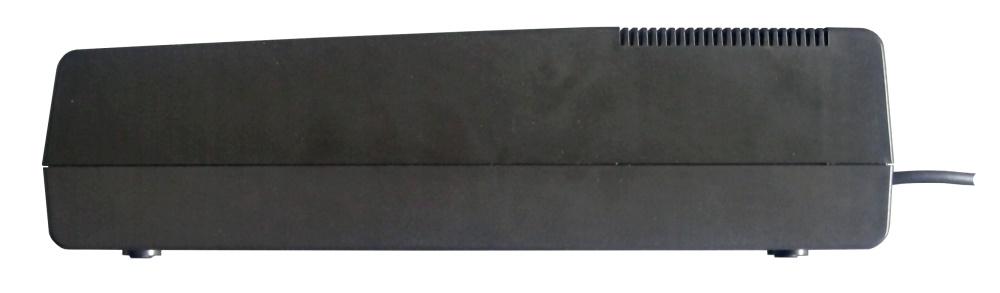
Rechte Seite mit Lüftungsschlitzen für das eingebaute Netzteil
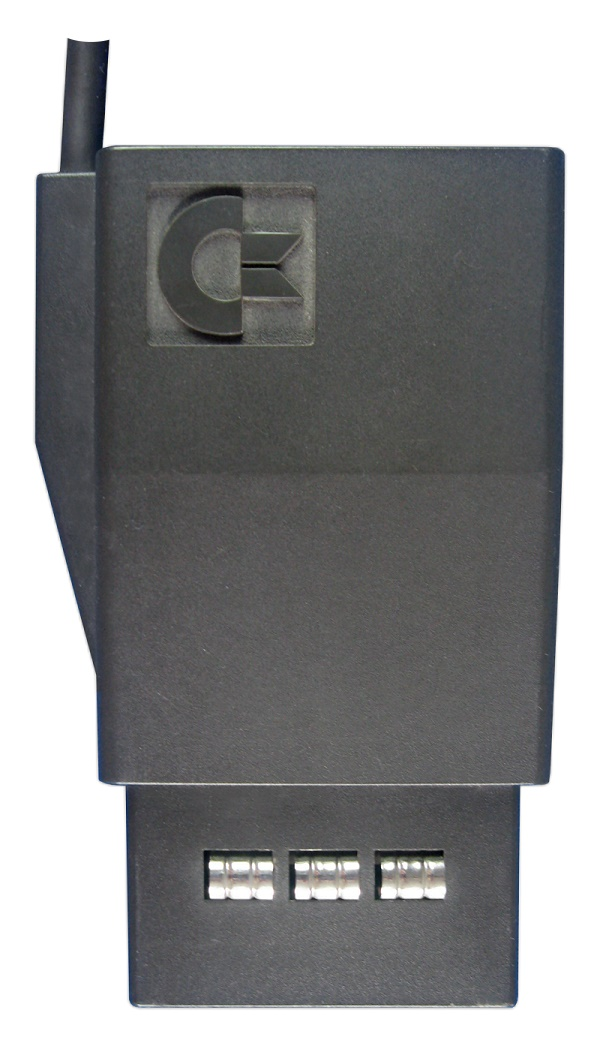
Stecker für den Expansionsport am Computer

### Ausgabegeräte
Zur Datenausgabe stehen dem Commodore Plus/4 verschiedene Möglichkeiten zur Verfügung: Über einen speziellen Monitorausgang kann der Rechner beispielsweise mit den Commodore-Farbmonitoren  betrieben werden, wobei der Commodore 1703 mit seinem dunkleren Gehäuse eigens für den Commodore 16 und Commodore Plus/4 entworfen wurde. Neben der Monitorausgabe ist via TV-Modulator auch die Anzeige an einem handelsüblichen Fernseher möglich, wobei die Bildqualität als deutlich schlechter einzustufen ist.
Zur schriftlichen Fixierung von Text oder Grafik dienen verschiedene Commodore-Drucker. Dazu zählen die nadelbasierten Modelle MPS 801 bis 803, der Typenraddrucker DPS 1101 mit einem Schriftbild in Schreibmaschinenqualität sowie der Vierfarbplotter Commodore 1520. Daneben lassen sich auch viele Druckermodelle von Drittherstellern wie etwa Seikosha, Brother oder Star mit dem Commodore Plus/4 betreiben.

### Eingabegeräte
Die im Commodore Plus/4 verbaute Tastatur verfügt über 67 Tasten in QWERTY-Anordnung mit vier abgesetzten Cursor-Tasten. Außerhalb des eigentlichen Tastaturfeldes befinden sich vier frei programmierbare und doppelt belegbare Funktionstasten.
Im Gegensatz zu vielen anderen Heimcomputern seiner Zeit folgen die Joystickanschlüsse des Commodore Plus/4 keinem gängigen Standard. Vielmehr handelt es sich um eine technische Insellösung, die dem beschränkten Platz im kleinen Gehäuse geschuldet ist. Später herausgebrachte Adapter von Drittherstellern ermöglichen neben dem Betrieb der eigens für den Commodore Plus/4 konstruierten Joysticks auch den Anschluss der weitverbreiteten Atari-2600-kompatiblen Modelle (D-Sub: zweireihig 9-polig) wie etwa dem Competition-Pro-Joystick oder einem Vertreter der Quickshot-Reihe von Spectravideo.

### Datenfernübertragung
Mithilfe der im Commodore Plus/4 verbauten UART-Schnittstelle in Form des MOS 6551 können ohne weitere Softwareunterstützung RS-232-Hochgeschwindigkeit-Modems der damaligen Zeit betrieben werden. Allerdings verfügten nur die wenigsten Anwender im Jahre 1984 über Modems mit höheren Datenübertragungsraten, als durch Softwareemulation auch mit dem Commodore 64 möglich waren. Anfänglich kam ausschließlich das Telefonmodem Commodore 1660 zum Einsatz.

## Software

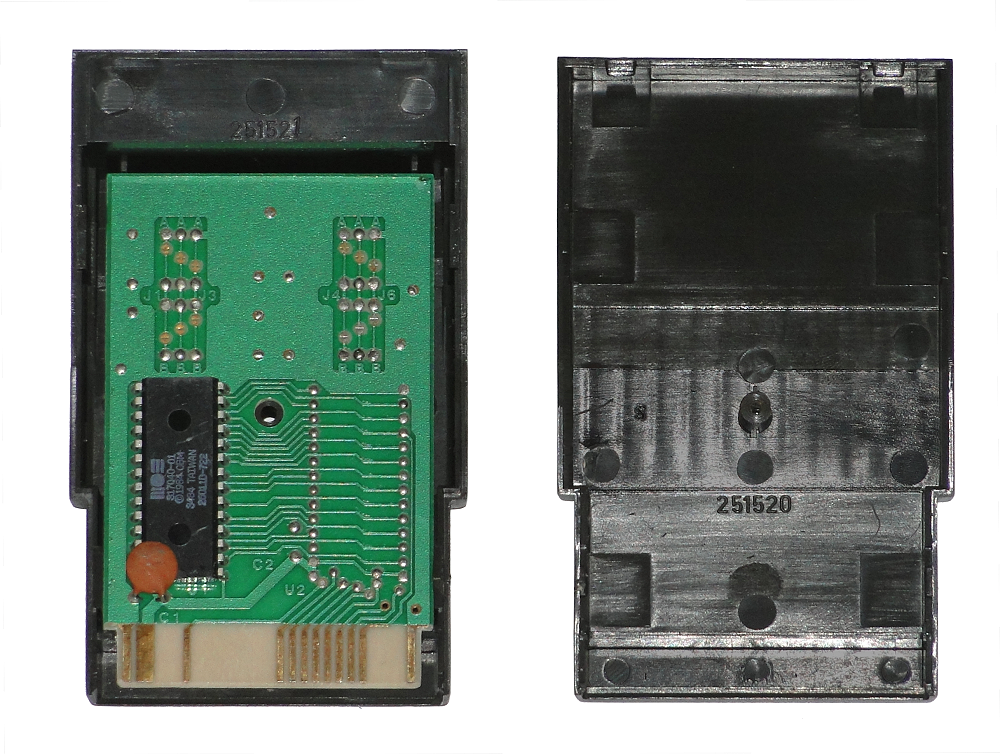
Aufgeschraubtes Steckmodul mit Leiterplatte und Software auf ROM

Wie bei anderen Heimcomputern der 1980er Jahre auch erfolgte der Vertrieb kommerzieller Software auf verschiedenen Datenträgern. Die insbesondere bei Spieleherstellern beliebten preiswerten Kompaktkassetten waren durch die starke mechanische Beanspruchung des Magnetbandes allerdings sehr anfällig für Fehler und ihr Einsatz war oft mit langen Ladezeiten verbunden. Zudem sind mit Datasetten bestimmte Betriebsarten wie die beispielsweise zum Betrieb von Datenbanken vorteilhafte relative Adressierung nicht möglich. Bei den in der Herstellung vielfach teureren Steckmodulen dagegen standen die darin enthaltenen Programme sofort nach dem Einschalten des Computers zur Verfügung, was insbesondere bei Systemsoftware und oft genutzten Anwendungen von großem Vorteil war. Den besten Kompromiss zwischen Ladezeit, möglichen Betriebsarten, Verlässlichkeit und Speicherkapazität erzielten die Disketten, deren Verwendung bei Veröffentlichung des Commodore Plus/4 durch das 1541-Diskettenlaufwerk unterstützt wurde.
Die Programmpalette für den Commodore-Plus/4-Computer umfasste neben der von Commodore vertriebenen Auswahl kommerzieller Programme auch von Drittherstellern entwickelte und in Zeitschriften und Büchern publizierte Software (Listings) zum Abtippen. Die meisten der kommerziellen Programme wurden auf Steckmodul und Diskette angeboten. Spiele, insbesondere solche von Drittherstellern, waren dagegen häufig nur auf Kompaktkassette erhältlich.
Von der in Umlauf befindlichen Software machten illegale Kopien („Raubkopien“) stets einen großen Teil aus und stellten damit kleinere Softwareentwickler häufig vor existentielle wirtschaftliche Schwierigkeiten. Daraufhin wurden zunehmend Kopierschutzsysteme insbesondere bei Spielen als der meistverkauften Software eingesetzt.

### Systemprogramme
Die Konfiguration der Commodore-Plus/4-Hardware und des BASIC fällt in den Aufgabenbereich des Betriebssystems, für das sich im normalen Sprachgebrauch die Bezeichnung Kernal eingebürgert hat. Das Betriebssystem besteht aus insgesamt 39 Unterprogrammen; sie steuern die Ein-/Ausgabeoperationen, den Zugriff auf Systemvariablen, die Speicherverwaltung und den Betrieb des BASIC-Interpreters. Die Startadressen der einzelnen Subroutinen sind in einer durch den Benutzer zu verwendenden Sprungtabelle zusammengefasst, um die Softwarekompatibilität der erstellten Programme mit Commodore 16, Commodore 116 und zukünftigen Revisionen des Betriebssystems sicherzustellen.

### Programmiersprachen und Anwendungsprogramme
Aufbauend auf der Systemsoftware kam dem benutzerspezifischen Einsatz des Commodore Plus/4 in unterschiedlichsten Anwendungsgebieten große Bedeutung zu. War dabei die Bearbeitung einer Aufgabenstellung mit z. B. käuflich zu erwerbenden Programmen aus technischen oder wirtschaftlichen Gründen nicht möglich oder sollte beispielsweise neuartige Unterhaltungssoftware produziert werden, so musste dies mithilfe von entsprechenden Programmiersprachen in Eigenregie geschehen.

#### Assemblersprache
Die Erstellung zeitkritischer Actionspiele und Anwendungen in der Regelungstechnik erforderte Anfang der 1980er Jahre eine optimale Nutzung der Hardware insbesondere des Arbeitsspeichers. Im Heimcomputerbereich war dies ausschließlich durch die Verwendung von Assemblersprache mit entsprechenden Übersetzerprogrammen, den Assemblern, möglich. Die Auslieferung von Assemblern erfolgte in vielen Fällen mit einem zugehörigen Editor zur Eingabe der Programmanweisungen („Sourcecode“), häufig auch als Programmpaket mit Debugger und Disassembler zur Fehleranalyse. Im professionellen Entwicklerumfeld kamen vielfach Cross-Assembler zum Einsatz. Damit war es möglich, ausführbare Programme für Heimcomputer auf leistungsfähigeren und komfortabler zu bedienenden Fremdcomputerplattformen zu erzeugen. Beispielsweise erfolgte die Entwicklung der Commodore-Plus/4-Systemsoftware auf einem VAX-Computer von DEC.
Zum Programmieren in Maschinensprache steht dem Commodore-Plus/4-Benutzer der in den System-ROMs integrierte Monitor TEDMON zur Verfügung, der beispielsweise durch Eingabe eines BASIC-Kommandos gestartet werden kann. Neben dem Anzeigen, Editieren und Manipulieren von Speicher- und Registerinhalten sind damit auch eigene simple Assemblerprogramme beispielsweise zum Aufruf durch BASIC erstellbar. Aufgrund fehlender Funktionalitäten wie Haltepunkte, integriertes Textdatenformat, Sprungmarken oder Makro-Definitionen ist das Erstellen größerer Programme nebst Fehleranalyse schwierig und daher die Benutzung komfortablerer Alternativen wie etwa die des 6502 Editor/Assembler Plus/4 von York Electronic Research empfehlenswert.
Programmiereinsteiger zogen in vielen Fällen die übersichtlichen und einfach zu bedienenden, dafür aber weniger leistungsfähigen Programmier-Hochsprachen vor.

#### Interpreter-Hochsprachen

BASIC 3.5 Programmierbildschirm

Das zusammen mit dem Commodore Plus/4 ausgelieferte und leicht zu erlernende BASIC 3.5 ermöglicht durch seinen leistungsfähigen Satz von über 75 Befehlen und die verfügbaren 60.671 Bytes Arbeitsspeicher eine Umsetzung auch größerer Projekte nebst ansprechender Grafikausgabe. Nachteilig auf die Einsetzbarkeit von BASIC-Programmen wirkten sich die in der Natur des Interpreters liegenden prinzipiellen Beschränkungen wie etwa die geringe Ausführungsgeschwindigkeit und der große Arbeitsspeicherbedarf aus. Diese Nachteile können durch spezielle Programme, BASIC-Compiler, abgemildert werden. Dabei werden ausführbare Maschinenprogramme erzeugt, die ohne BASIC-Interpreter lauffähig sind und damit häufig eine schnellere Ausführung erlauben. Mit dem 1987 herausgebrachten Compiler Austrospeed +4 werden deutliche Geschwindigkeitsvorteile insbesondere beim Lesen von Diskettendateien (bis zu 20-mal schneller) und bei bestimmten Sortieralgorithmen (bis zu viermal schneller) erreicht.
Nachdem viele Computer im Rahmen des 1986 begonnenen Ausverkaufs neue Besitzer insbesondere in Deutschland und Ungarn gefunden hatten, wurden wegen der verstärkten Nachfrage dort ab 1986 optimierte BASIC-Dialekte angeboten. Stellvertretend für deutsche Programme seien Turbobasic (1986), Markt & Technik Basic (1986) und Sprite-Basic (1988) angeführt; als ungarische Vertreter Lacisoft Basic, Octasoft BASIC V7.0 (1988) und Tool Basic 7.0 (1989).
Neben der Programmiersprache BASIC in ihren verschiedenen Dialekten existiert die Interpretersprache Logo, die seit Verkaufsstart des Commodore Plus/4 erhältlich war. Unterstützt durch Elemente wie die turtle graphics (Schildkrötengrafik) ist eine kindgerechte und interaktive Einführung in die Grundlagen der Programmierung möglich. Ausgeliefert wurde Logo ausschließlich auf Disketten, womit zum Betrieb ein Diskettenlaufwerk vorausgesetzt wird.

#### Compiler-Hochsprachen
Als Mittelweg zwischen Interpreter-Hochsprache (langsam in der Ausführung, aber gut lesbare Sourcecodes und einfache Fehleranalyse) und Assemblersprache (schwer zu erlernen und umständlich zu handhaben, aber Anfang der 1980er Jahre alternativlos zur Erzeugung schneller und speichereffizienter Programme) etablierten sich auch im Heimcomputerbereich im Laufe der 1980er Jahre die Compiler-Hochsprachen. Die Ausführungsgeschwindigkeit der damit erzeugten Maschinenprogramme war im Vergleich zu interpretierten Programmen wie beim eingebauten BASIC sehr viel größer, reichte aber nicht ganz an die von Assemblern erzielte heran. Die Geschwindigkeitsnachteile gegenüber assemblierten Programmen wurden jedoch vielfach zugunsten eines leichter zu wartenden Quelltextes in Kauf genommen.
Im Laufe der Zeit waren für die Commodore-Plus/4-Anwender Compilersprachen wie G-Pascal und verschiedene Versionen von Forth erhältlich.

#### Anwendungssoftware
Die Programmpalette für den Commodore Plus/4 umfasst neben den Programmiersprachen zum Erstellen eigener Applikationen eine im Vergleich zum Commodore 64 lediglich kleine Auswahl an vorgefertigter kommerzieller Anwendungssoftware.
Das integrierte 3-plus-1-Softwarepaket besteht aus vier eng miteinander verzahnten Anwendungsprogrammen, deren Daten mittels einer einfachen fensterbasierten Bedienoberfläche leicht untereinander ausgetauscht werden können. Die eingebaute Textverarbeitung ist mit ihrem beschränkten Funktionsumfang (Formatierungsbefehle, Suchen, Zeichenersetzung, Ausgabe von 80 Zeichen pro Zeile unterstützt) und der umständlichen Bedienung (Steuerzeichen nur beim Drucken wirksam) nicht für professionelle Zwecke geeignet, ebenso wenig wie die Tabellenkalkulation, deren Tabellen bedingt durch die maximale Bildschirmspaltenbreite von nur 40 Zeichen lediglich kleine Ausschnitte (3 × 12 von 17 × 50 Feldern) darzustellen vermag und damit sehr unübersichtlich ist. Zudem nutzt das mitgelieferte Grafikprogramm zum Darstellen der Tabellendaten bei weitem nicht die Möglichkeiten des TED aus, so dass die Zahlenreihen lediglich in Form von grob aufgelösten Säulendiagrammen visualisiert werden können. Die Dateiverwaltung genügt mit ihren maximal 17 Feldern à 38 Zeichen und damit insgesamt nur 999 speicherbaren Informationen ebenfalls nicht professionellen Ansprüchen wie etwa dem Einsatz in der Lagerhaltung.
Im Laufe der Zeit ergänzte Commodore die Programmbibliothek um weitere leistungsfähigere Geschäftsprogramme wie Script/Plus, Calc/Plus und Financial Advisor in Form von Steckmodulen. Daneben erschien eine Vielzahl von Anwendungen auf Diskette und Kassette, hauptsächlich in Europa und dabei insbesondere in Ungarn.

### Spiele
Den mit Abstand größten Teil der sowohl kommerziellen als auch frei erhältlichen Commodore-Plus/4-Software stellen die Spiele dar. Am beliebtesten waren in erster Linie Umsetzungen von Arcade-Spielen. Neben Commodore, Scott Adams' Adventure International und Infocom veröffentlichten vor allem Low-Budget-Hersteller wie Anirog, Kingsoft (Anco), Mastertronic, Microdeal und Tynesoft für den Commodore Plus/4. Abgesehen von den von Commodore produzierten Steckmodultiteln wurden kommerzielle Commodore-Plus/4-Spiele meist auf Kompaktkassette mit Schnellladeprogrammen und häufig damit kombinierten Kopierschutzmechanismen ausgeliefert. Im Jahr 1987 waren in Deutschland über 150 kommerzielle Titel mit Preisen zwischen 10 und 40 DM erhältlich. Auch im damaligen Ostblock wurden Spiele entwickelt und vertrieben, wie zum Beispiel Hungaroring.

## Zeitschriften
In den 1980er Jahren spielten neben den Fachbüchern die Computerzeitschriften für viele Heimcomputerbesitzer eine große Rolle. Die häufig monatlich erschienenen Ausgaben enthielten Testberichte zu Neuheiten, Programmieranleitungen und Software zum Abtippen. Sie dienten weiterhin als Werbe- und Informationsplattform sowie zur Kontaktaufnahme mit Gleichgesinnten.
Für die Commodore-Plus/4-Benutzer waren verschiedene auf ihre Bedürfnisse zugeschnittene Kiosk- und Abonnement-Publikationen erhältlich. In Westdeutschland waren dies häufig Sonderhefte populärer kommerzieller Computermagazine wie 64’er oder Compute mit.

## Emulation
Nach dem Ende der Heimcomputerära Anfang der 1990er Jahre und mit dem Aufkommen leistungsfähiger und erschwinglicher Rechentechnik Ende der 1990er Jahre wurden von engagierten Enthusiasten verstärkt Programme zum Emulieren von Heimcomputern und deren Peripheriegeräten entwickelt. Zum Spielen alter Klassiker verschiedener Heimcomputersysteme reichte mithilfe der Emulatoren ein einzelnes modernes System mit Datenabbildern („Images“) der entsprechenden Heimcomputerprogramme. Das Aufkommen der Emulatoren setzte damit u. a. ein verstärktes Transferieren von sonst möglicherweise verloren gegangener Software auf moderne Speichermedien in Gang, womit ein wichtiger Beitrag zur Bewahrung digitaler Kultur geleistet wird.
Als leistungsfähigste Emulatoren für Windows und Linux-Systeme gelten Versatile Commodore Emulator (VICE), Yet Another Plus/4 Emulator (YAPE) und plus4emu.

## Rezeption

### Zeitgenössisch
In der Fachpresse fanden das kleine und kompakte Gehäuse, der große Arbeitsspeicher, das erweiterte BASIC 3.5 mit seinem umfangreichen Befehlssatz, die guten Grafikmöglichkeiten des TED („Farbwunder“), der eingebaute Assembler und die Unterstützung des vielerorts bereits vorhandenen 1541-Diskettenlaufwerks großen Anklang. Damit wurde die Leistungsfähigkeit des Geräts überwiegend als sich auf der Höhe der Zeit befindend eingeordnet. Einzig beim Preis schieden sich die Geister: die Meinungen teilten sich in „gerechtfertigt“  und „ungerechtfertigt“.
Die in den Rezensionen beschriebenen Nachteile der Hardware beziehen sich hauptsächlich auf die Unterschiede zu den Vorgängermodellen Commodore 64 und VC 20. Den Hauptkritikpunkt bildete dabei die fehlende Abwärtskompatibilität bei gleichzeitig fehlendem Angebot an Software für den Commodore Plus/4. Daneben erregten die inkompatiblen Anschlüsse für Joystick und Datasette sowie die nicht standardisierte RS-232-Schnittstelle häufig das Missfallen der Tester. Neben der meist teuer erworbenen Software von Commodore 64 und VC 20 konnten so auch bestimmte vorhandene Peripheriegeräte wie etwa Standard-Joysticks nicht mit dem Commodore Plus/4 weitergenutzt werden, ein Umstand, der auf vollkommenes Unverständnis stieß und stetig Gerüchte über Commodores wahre Absicht – die reine Profitmaximierung durch erwartete Zubehörverkäufe – nährte.
Das von Commodore beworbene Alleinstellungsmerkmal des Rechners, die integrierte Software, ließ nach ersten Messepräsentationen bereits eine nur eingeschränkte Verwendbarkeit erahnen. Nach dem Verkaufsstart und ausführlicheren Tests bestätigten sich die schlimmsten Befürchtungen, denn die eingebaute Software erwies sich vom Funktionsumfang und von der Handhabbarkeit her als für professionelle Zwecke vollkommen ungeeignet. Erschwerend kam hinzu, dass die Benutzung zwingend ein Diskettenlaufwerk und damit zusätzliche Anschaffungen voraussetzte.
Nachdem sich die Einschränkungen des Geräts und seiner eingebauten Software immer deutlicher herauskristallisiert hatten, stellte sich vermehrt die Frage nach dem Sinn und der Zielgruppe des Commodore Plus/4. Durch die weiteren versteckten Kosten für neue Software und Peripheriegeräte erachtete die Fachpresse selbst für Anwender als der von Commodore anvisierten Zielgruppe häufig den Erwerb eines Commodore-64-Systems mit zusätzlicher Software als die sinnvollere Option:

„Wer sich den preislich günstigeren Commodore 64 leistet und dazu gezielt Software kauft, ist wahrscheinlich besser bedient als mit dem Plus/4 und seinen integrierten Programmen.“

Kurze Zeit nach Markteinführung trat die Verkaufsmisere des Commodore Plus/4 begleitet von drastischen Worten wie etwa „die in den USA mehr oder weniger gescheiterten C16 und Plus/4“ (Commodore Horizons, Juni 1985) immer deutlicher zutage. Infolge des sich anschließenden Preisverfalles verbesserte sich nach Ansicht vieler Computermagazine das Preis-Leistungs-Verhältnis zunehmend und der Rechner wurde in Europa und insbesondere in Westdeutschland fortan mit Wohlwollen betrachtet – die zeitgemäße Technik, das BASIC 3.5 und die zusätzlichen Programme seien bestens zur Heranführung von Neulingen an die Computertechnik geeignet:

„Bemerkenswerte Leistungen für einen Heimcomputer bietet der Commodore Plus/4. Durch den erheblich gesunkenen Preis und die reiche Softwareausstattung eignet sich dieser Computer vor allem für Einsteiger. Ein Angebot, das es nicht alle Tage gibt.“

### Retrospektiv
Der Commodore Plus/4 erfährt mittlerweile wieder verstärkte Wahrnehmung im Internet, in Zeitschriften und Büchern und wird rückblickend als ein Paradebeispiel für die Anhäufung unglücklicher Umstände, gepaart mit Konzeptlosigkeit und schlechter Vermarktung, gesehen.
Der für die Realisierung des Commodore Plus/4 gewählte Zeitpunkt erwies sich nach Meinung von Ian Matthews als ungünstig, denn der übermächtige Commodore 64 hätte stets seine langen Schatten auf das Commodore-Plus/4-Projekt geworfen. Das Wohlergehen des Commodore 64 habe die Firmenpolitik beherrscht und den Großteil der Ressourcen und Fertigungskapazitäten beansprucht. Dies sei zu Lasten einer rechtzeitigen Fertigstellung des Commodore Plus/4 gegangen und habe laut Matthews damit zu einer Verschiebung des Verkaufsstarts mit entsprechend negativen vermarktungstechnischen Folgen geführt. Seine Sicht auf Commodores Vermarktungspolitik fasst Matthews in pointierter Kurzform folgendermaßen zusammen:

“One thing Commodore did well with the „TED“ series was to colour them black, so they were correctly dressed for their own funerals.”

„Die Schwarzfärbung der TED-Reihe war eine gute Entscheidung von Commodore, denn so waren die Geräte für ihre Beerdigung passend ausgestattet.“

Nach Ansicht weiterer Autoren stellte sich die bei Commodore praktizierte Verkaufsstrategie, nämlich mit neuen Computern stets auch neue Software und Peripheriegeräte an den Käufer bringen zu wollen, im Falle des Commodore Plus/4 als verfehlt heraus – nur ein Bruchteil der potentiellen Kundschaft habe bereits teuer erworbene Soft- und Hardware für ein nur wenig leistungsfähigeres Gerät erneut kaufen und vormals erstellte Datenbestände umständlich konvertieren wollen.
Die Verwendung des auf den ursprünglichen geplanten Sinclair-Konkurrenten zugeschnittenen „Billig-Chip TED“ (Stefan Egger, SCACOM 20/21) und damit fehlende Sprites und mangelnde Tonerzeugungsmöglichkeiten taten dem US-amerikanischen Computermagazin Commodore World und dem deutschen Autorenpaar Allner zufolge neben den Inkompatibilitäten ein Übriges, „den Markt“ abzuschrecken, der einen vollwertigen Nachfolger für den Commodore 64 erwartet hätte.
Vollmundig angekündigte Bestandteile wie die frei wählbare Software, die zugunsten einer fest installierten und dazu noch als sehr schlecht eingeschätzten Software („Tri-Micro’s 3 Plus 1 software is best described as barely stable.“) fallengelassen wurden, hätten laut Matthews auch die letzte noch verbliebene Zielgruppe der Heimanwender vergrault.